# Varuhuset
Varuhuset est une série télévisée suédoise en soixante épisodes de 45 minutes créée par Peter Emanuel Falck et diffusée du 10 mars 1987 au 8 avril 1989 sur la chaîne de télévision publique SVT1.
Cette série est inédite dans tous les pays francophones.

## Distribution
- Sven Holmberg (sv) : Gustaf Öhman
- Christina Schollin : Margareta Öhman
- Marika Lindström (sv) : Karin Forss
- Katja Blomquist (sv) : Sara Forss
- Pirkko Mannola : Harriet Forss
- Stefan Ekman (sv) : Frank Lundholm
- Fillie Lyckow : Aina Lindgren
- Willie Andréason (sv) : Lennart Berggren
- Monica Nielsen (sv) : Bodil Assarson Berggren
- Heinz Hopf : Erik Eriksson
- Carl Billquist (sv) : Matts Boresten
- Rico Rönnbäck (sv) : Conny Rudberg
- Li Brådhe (sv) : Elisabeth Rudberg
- Olle Strömdahl : Martin Rudberg
- Malin Toverud (sv) : Emilia Rudberg
- Inga Gill (sv) : Edith Persson
- Bertil Norström : Bengt Persson
- Lena Endre : Ingrid Persson
- Leif Ahrle (sv) : Kjell Palmqvist
- Lars Lind (sv) : Rune Hägglund
- Ulf Isenborg (sv) : Rickard Zetter
- Margreth Weivers : Ruth Zetter
- Sharon Dyall (sv) : Tina Martinsson
- Görel Crona : Ylva Jansson
- Henry Bronett (sv) : Daniel Forsell
- Sara Key (sv) : Cecilia
- Fredrik Ohlsson (sv) : Jens Josefsson, "Pelikanen"
- Pilar Mainer : Maria
- Juan Rodríguez : Carlos